# 중간 이윤
마진 혹은 중간 이윤(中間利潤), 매출 총이익은 상거래 용어의 하나로, 판매 가격과 매출 원가와의 차액을 뜻한다. 여기서 일반 관리비와 판매비를 공제한 것이 영업이익 혹은 영업 손실이다.